# Yves Pomeau
Yves Pomeau (1942) è un fisico e matematico francese noto per le sue ricerche in meccanica statistica, teoria del caos e teoria della turbolenza, per le quali ha ricevuto la medaglia Boltzmann nel 2016.  È attualmente direttore di ricerca emerito presso il CNRS e membro corrispondente dell'Accademia francese delle scienze, dopo essere stato uno dei fondatori del Laboratoire de Physique Statistique, presso l'École Normale Supérieure di Parigi. Suo padre era il letterato René Pomeau.

## Carriera accademica
Yves Pomeau, dopo aver frequentato l'École normale supérieure, divenne ricercatore presso il CNRS nel 1965, concludendo la sua carriera presso il Dipartimento di Fisica dell'Ecole Normale Supérieure (ENS) (Laboratorio di Fisica Statistica) nel 2006. Completò la sua tesi di stato in fisica del plasma, quasi senza alcun supervisore, a Orsay nel 1970. Dopo la sua tesi, ha trascorso un anno lavorando con Ilya Prigogine a Bruxelles.
È stato docente di fisica presso l'École Polytechnique per due anni (1982-1984), poi esperto scientifico presso la Direction générale de l'armement fino a gennaio 2007.
È stato inoltre professore di ruolo, part-time, presso il Dipartimento di Matematica dell'Università dell'Arizona, dal 1990 al 2008.
Ha scritto tre libri, e pubblicato circa 400 articoli scientifici.
Gli è stato riconosciuto un ruolo molto importante nella moderna fisica statistica e nella meccanica dei mezzi continui.

## Ricerche
Nella sua tesi mostrò come in un fluido denso le interazioni siano diverse da quelle all'equilibrio, e come si propagano attraverso modi idrodinamici, il che porta alla divergenza dei coefficienti di trasporto in due dimensioni spaziali.
Ciò suscitatò il suo interesse per la meccanica dei fluidi, e in particolare per il problema della transizione alla turbolenza. Insieme a Paul Manneville scoprì un nuovo meccanismo di transizione alla turbolenza, la transizione per intermittenza temporale, che è stata confermata da numerose osservazioni sperimentali e simulazioni al computer. Questo è il cosiddetto scenario di Pomeau-Manneville, associato alle mappe di Pomeau-Manneville
In articoli pubblicati nel 1973 e nel 1976, Hardy, Pomeau e de Pazzis introdussero il primo precursore dei metodi reticolari di Boltzmann, noto come modello HPP. Generalizzando le idee della sua tesi, insieme a Uriel Frisch e Brosl Hasslacher, trovò nel 1986 un modello di fluido microscopico molto semplificato (modello FHP) che consente di simulare in modo molto efficiente i movimenti complessi di un fluido reale. È stato un pioniere dei modelli reticolari di Boltzmann, svolgendo quindi un ruolo storico nell'evoluzione della fisica computazionale.
Riflettendo sulla transizione alla turbolenza in flussi paralleli, ha mostrato come sia causata da un meccanismo di contagio, e non da instabilità locale. Tale transizione appartiene alla classe dei fenomeni di percolazione diretta in fisica statistica, ampiamente confermata anche da studi sperimentali e numerici.
Assieme a Bernard Derrida, lavorò sul problema della stabilità di una rete booleana, trovando il valore critico del numero medio di connessioni.
Fra i suoi lavori più recenti si distinguono quelli riguardanti un fenomeno tipicamente fuori equilibrio, quello dell'emissione di fotoni da parte di un atomo mantenuto in uno stato eccitato da un intenso campo esterno che genera oscillazioni di Rabi. La teoria di questo fenomeno richiede una precisa considerazione dei concetti statistici della meccanica quantistica in una teoria che soddisfi i vincoli fondamentali di tale teoria. Con Martine Le Berre e Jean Ginibre mostrò che la teoria adatta era quella di un'equazione di Kolmogorov basata sull'esistenza di un piccolo parametro, il rapporto tra il tasso di emissione dei fotoni e la frequenza atomica stessa.
Ha poi lavorato sulla teoria delle grandi deformazioni in piastre elastiche, sulla superconduttività, sul movimento di una goccia viscosa su di un piano inclinato, sull'instabilità convettiva e sull'instabilità di Rayleigh-Plateau.

## Premi e riconoscimenti
- Premio Paul Langevin della Société Française de Physique nel 1981.[26]
- Premio Jean Ricard della Société Française de Physique nel 1985.[27]
- Premio Perronnet–Bettancourt (1993) assegnato dal governo spagnolo per la ricerca collaborativa tra Francia e Spagna.
- Cavaliere della Legion d'Onore dal 1991.[28]
- Eletto membro corrispondente dell'Accademia francese delle scienze nel 1987 (Scienze meccaniche e informatiche).[29]
- Medaglia Boltzmann nel 2016.[30][31]